# Nišská pevnost

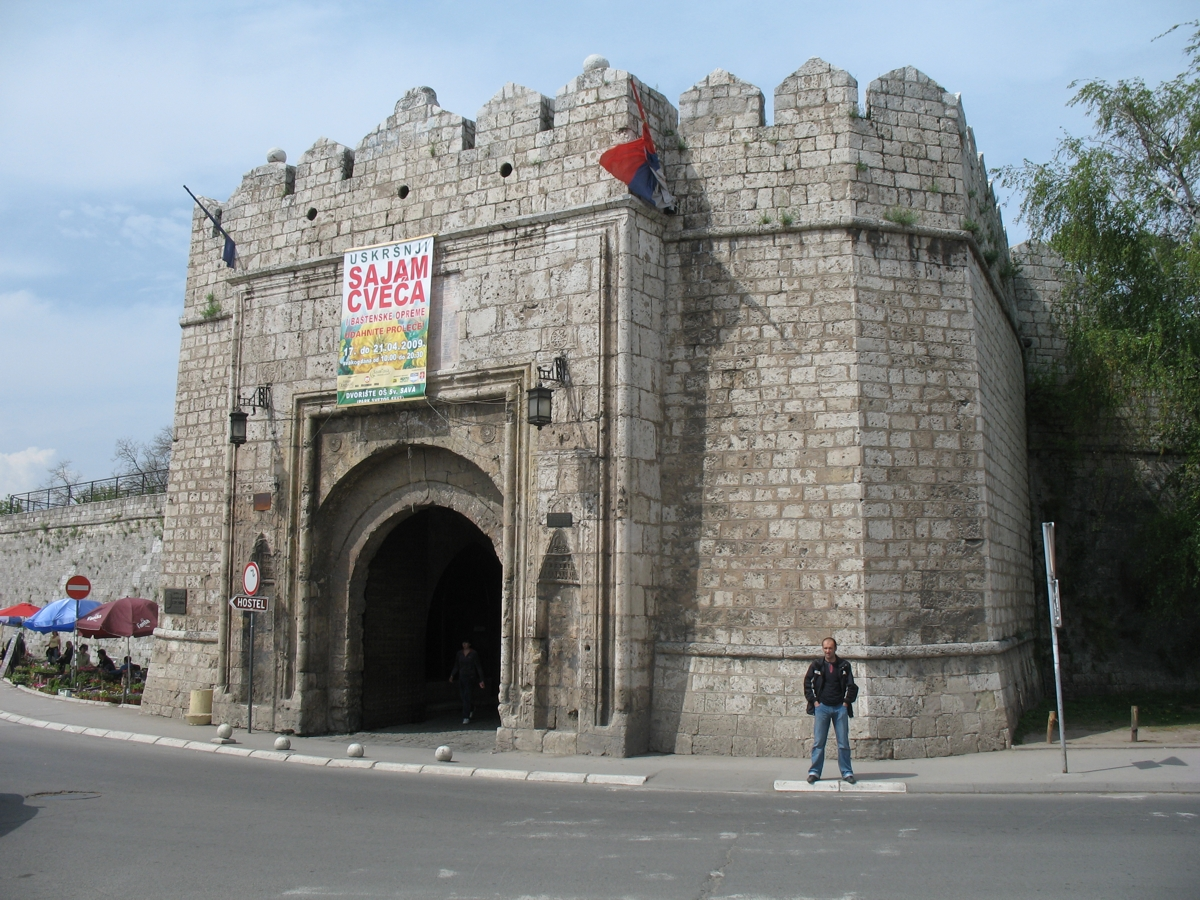
Stambolská brána, dnes hlavní vstup do pevnosti a její symbol

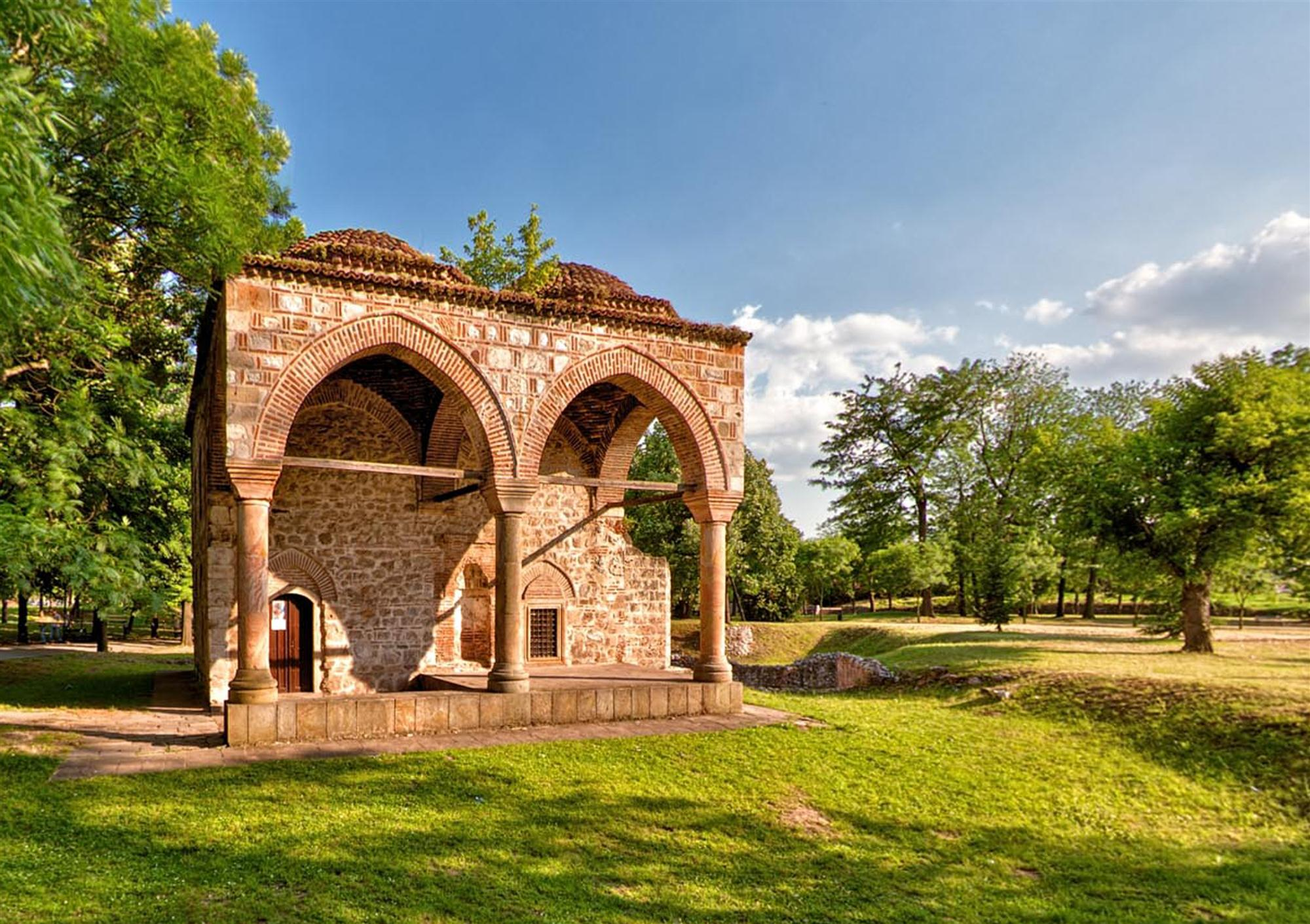
Bali-begova mešita, jedna z dochovaných staveb v areálu pevnosti

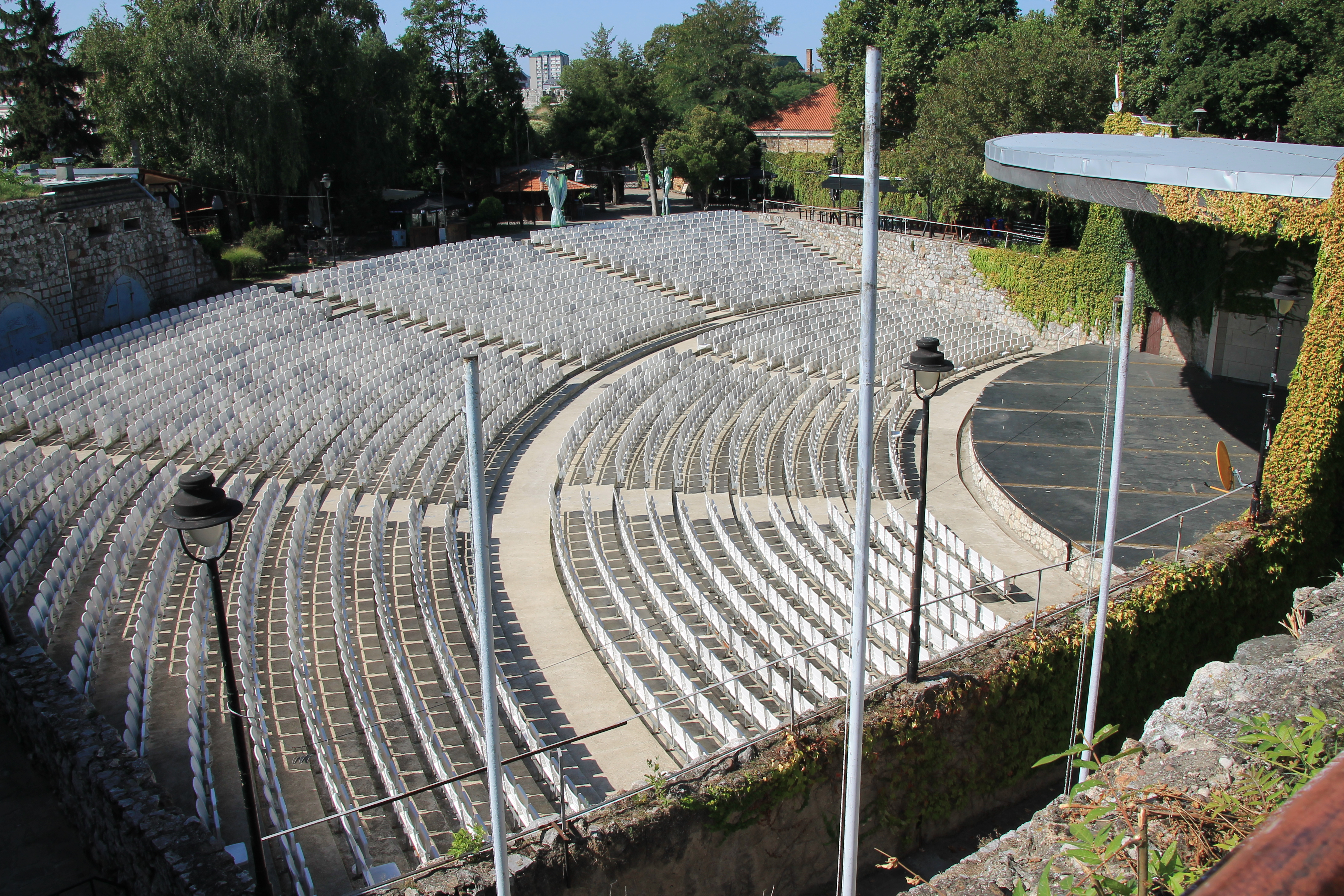
Otevřený amfiteátr.

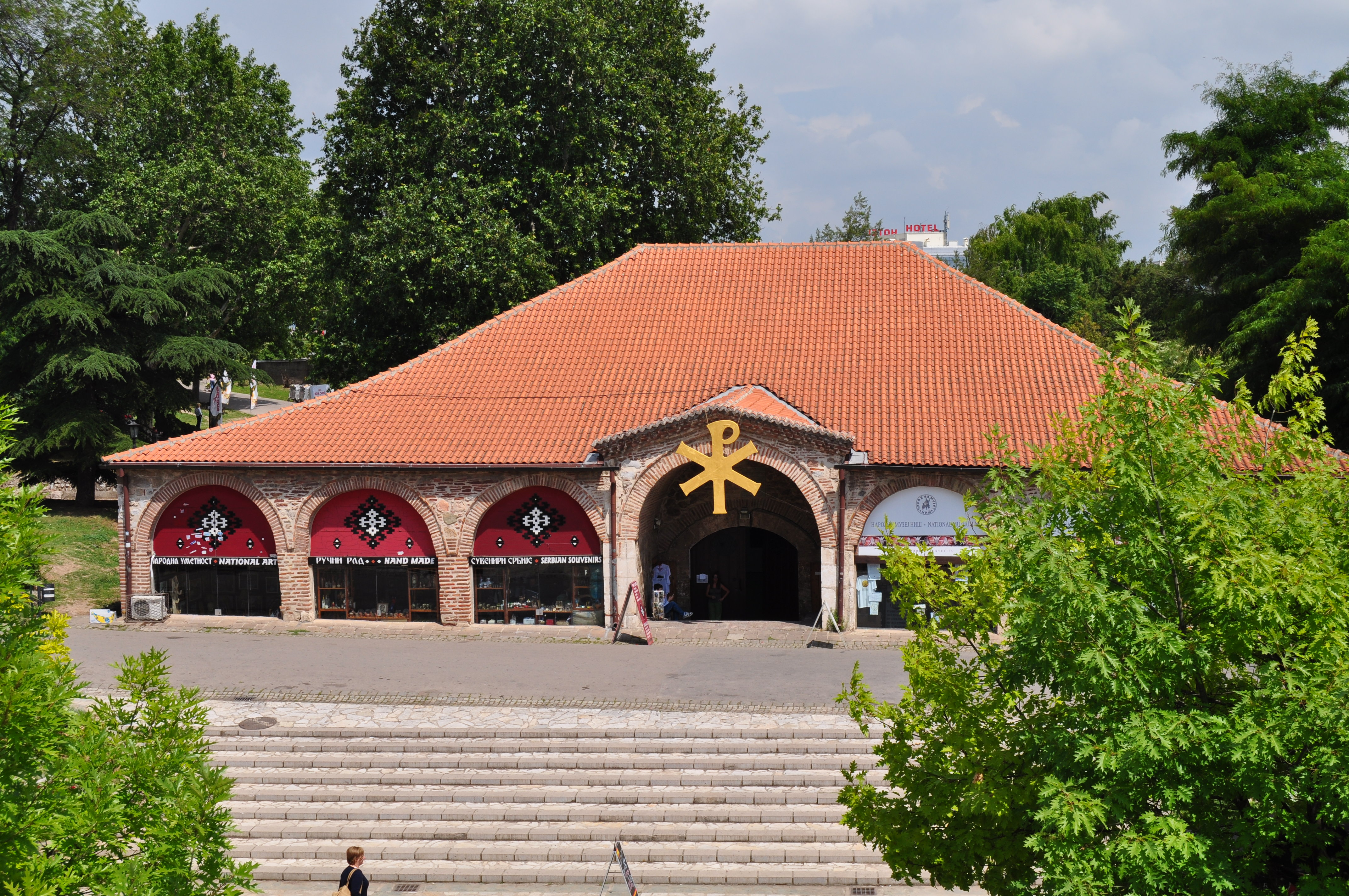
Původní budova arzenálu.

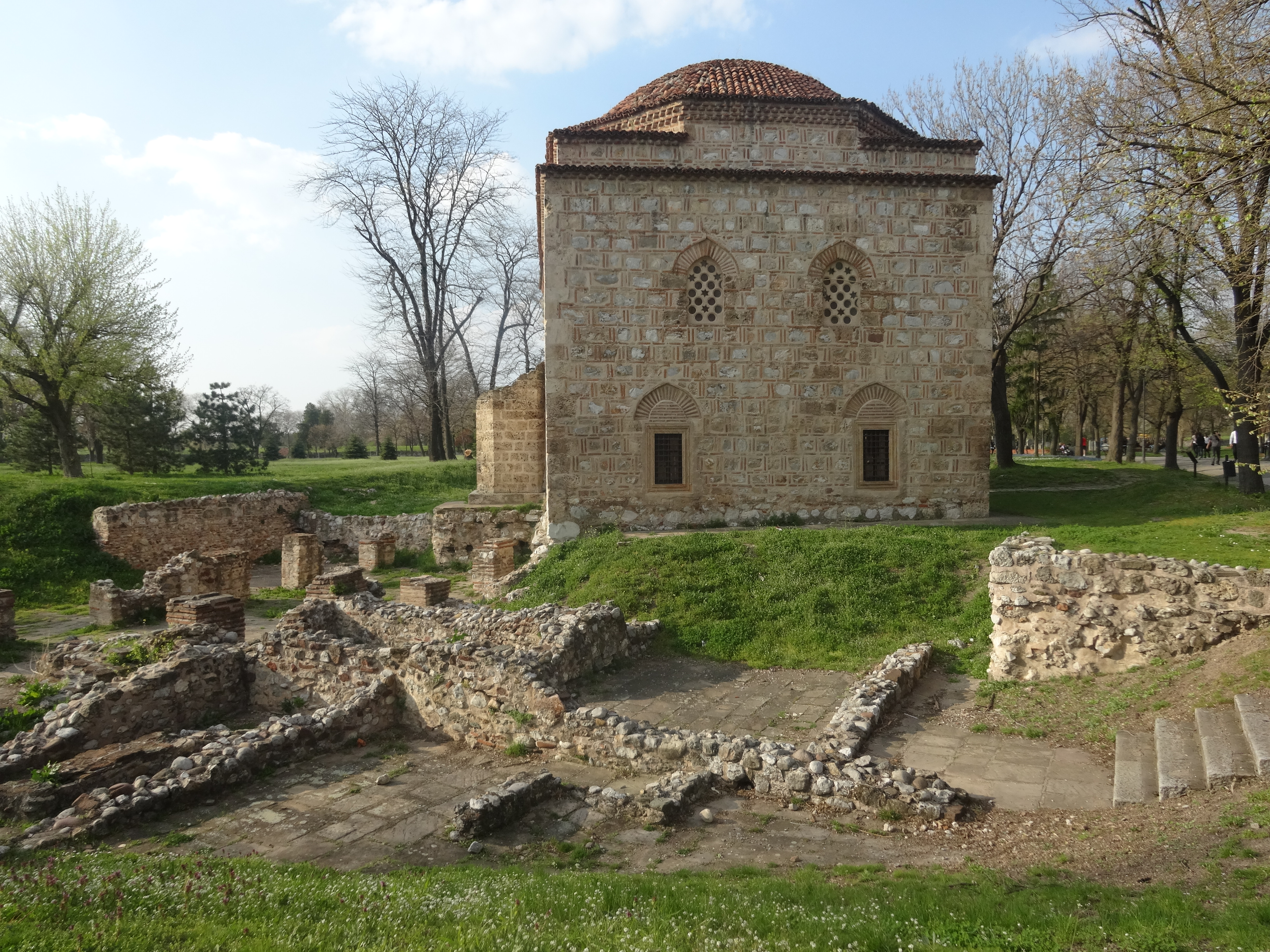
Jedna z mála původních dochovaných budov.

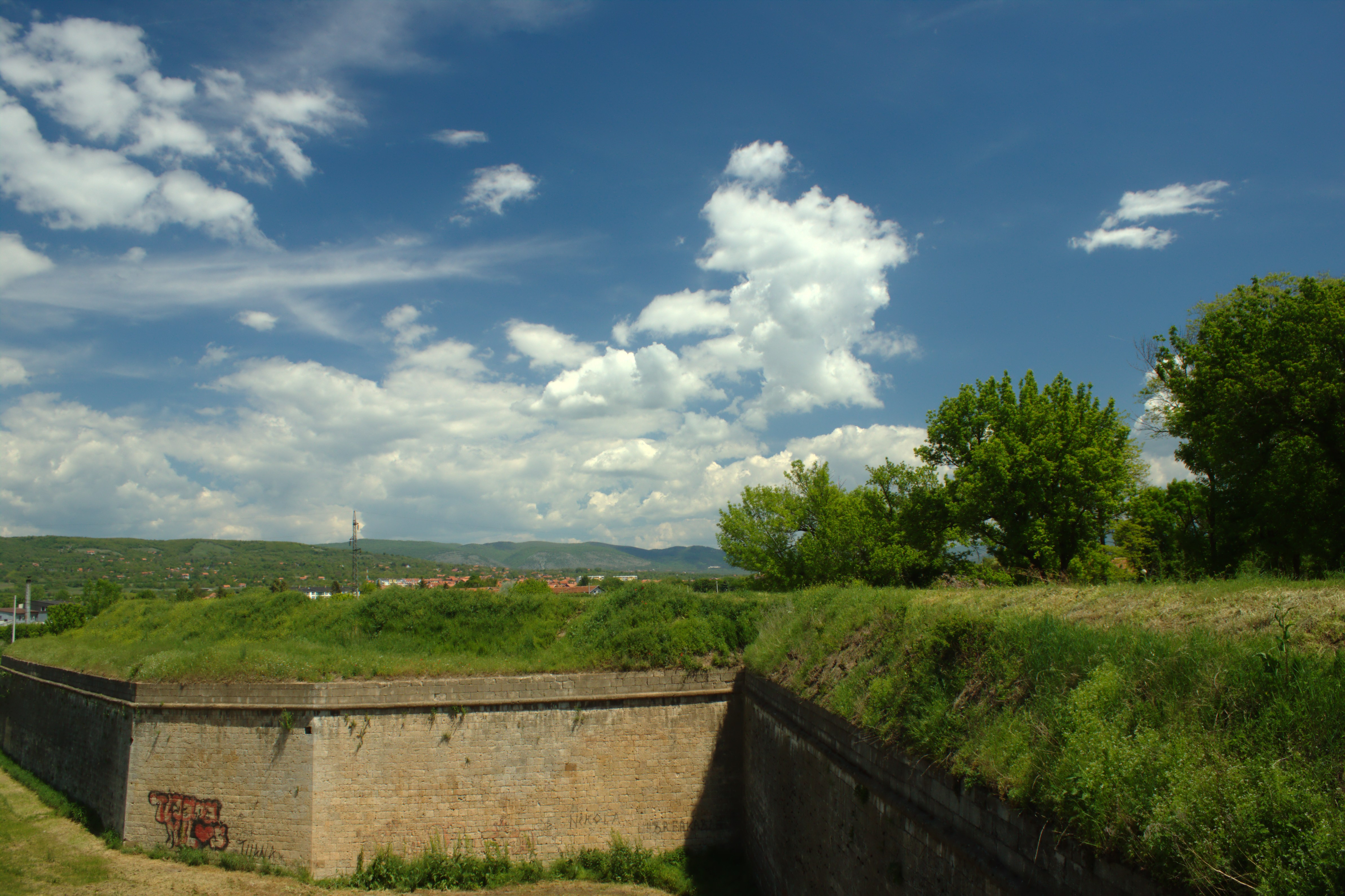
Hradby pevnosti.

Nišská pevnost (srbsky Нишка тврђава, turecky Niş Kalesi) je fortifikační stavba, která stojí v centru města Niš (Srbsko), na pravém břehu řeky Nišavy. Rozkládá se v místě, kde se nacházelo antické město Naissus. To vznikalo jako urbánní protiváha této pevnosti. Proto se současné centrum metropole jižního Srbska nalézá právě na druhém břehu.

## Přírodní poměry
Pevnost má tvar nepravidelného čtyřúhelníku, její délka od západu na východ činí 780 metrů a od severu na jih 600 metrů. Zabírá celkem 22 ha plochy. 
Hranice památkově vymezené chráněné zóny je vymezena: řeknou nišavou, ulicí Đuke Dinića a dále ulicemi: Bulevar 12. februar, Beogradska, Aleksandra Medvedeva a Bulevar Nikole Tesle.

## Historie
První kamenné opevnění na pravém břehu řeky Nišavy vzniklo pravděpodobně v 2. století našeho letopočtu. Dochovány jsou pozůstatky antických i středověkých hradeb. V areálu pevnosti stály římské lázně. Písemné zmínky pevnost popisují jako silné castrum, které bylo dle římského historika Ammiana Marcellina vícekrát obléháno ale nikdy nebylo dobyto. 
Klaudios Ptolemaios jej považoval za jednu ze čtyř pevností provincie Dardania. Na začátku 3. století získala Niš (Naissus) statut samosprávného města, resp. municipia. Pevnost měl dobudovat římský císař Konstantin Veliký. Z jeho doby byla nalezena raně křesťanská bazilika. Abdikoval zde uzurpátor Vetranion a pobýval zde císař Julián. V letech 441 až 442 pevnost měli vypálit během svého vpádu Hunové. V roce 476 sem zaútočili Gótové. 
Za vlády císaře Justiniána I. byla pevnost v historických záznamech zmíněna znovu; císař ji dal nejspíše znovu přestavět a dobudovat. Již v roce 550 jej nicméně napadli Slované, kteří postupovali směrem k Soluni a Cařihradu. Vpády před tuto pevnost a město Niš byly zaznamenány v letech 578, 579, 584, 586 a 587. Dobyli jej až v roce 615. Podobu středověké pevnosti získala v 10. století. 
V létě roku 1040 ji obsadili vzbouřenci, kteří bojovali proti byzantské nadvládě. V letech 1048 až 1050 a potom ještě jednou roku 1080 Nišskou pevnosti obléhali Pečeněhové, kteří zároveň pustošili okolí. Roku 1072 ji obsadil uherský král. V roce 1096 si přes město procházející křižácká vojska povšimla, že pevnost byla lépe opevněna, než ta bělehradská a měla "silné zdi a věže". Jedná se o jeden z mála důkazů o její podobě z dané doby.
Pvní písemná zmínka o středověké obnově pevnosti pochází z roku 1165, kdy byzantský historik Niketas Choniates uvedl, že císař Manuel I. Komnenos „i samotnou Niš obepnul hradbami“. V roce 1183 Štěpán Nemanja (panovník středověkého srbského státu) obsadil Niš a do základu ji zničil. Pevnost ovšem dlouho nedržel a stáhl se; v roce 1186 ji dobyl od Byzance. Následně pevnost obnovil, neboť v roce 1189 zde přijal císaře Svaté říše římské Fridricha I. Barbarossu. Byzantská říše pevnost znovu získala v roce 1190; srbský král Stefan Prvovenčani zde nicméně působil v letech 1214 až 1215. Po celé třinácté století chybí o pevnosti jakékoliv záznamy a předpokládá se proto, že byla v rukách Prvního bulharského carství. 
Po bitvě u Velbuždu v roce 1330 Stefan Dečanski porazil bulharského cara Michala Šišmana a pevnost získalo opět středověké Srbsko. Za vlády knížete Lazara v letech 1371 až 1389 byla znovu přestavována. Nedlouho poté ji ale dobyli Turci a zničili. V letech 1402 až 1427, za doby Srbského despotátu ji znovu obnovil Stefan Lazarević, roku 1482 ji získali ale Turci už nadobro. V témže století tudy ještě prošla srbská a uherská vojska, která ji opět poškodila různými útoky. 
Turci pevnost neobnovili, neboť jejich hranice, resp. frontová linie se nacházela příliš daleko na sever. Po vpádu Evžena Savojského, kdy v roce 1690 Niš obsadila Habsburská monarchie, zde nechali Rakušané na troskách středověkého opevnění zbudovat dva silné bastiony. Trvalo to ale jen rok, poté se sem opět vrátili Turci. Ti během poslední dekády 17. století na několika místech jen zesílili zdi. Skutečnost, že stavba byla opuštěná, dokládá ve svém cestopisu Seyahatname i turecký cestoval Evlija Čelebi, který si povšiml, že za hradbami pevnosti je jen stavební materiál. Na místě dnešní Istanbulské brány se nacházela tehdy brána dřevená. Někteří srbští historici se kloní k názoru, že se skutečně jednalo o trosky objektu doplněné některými dřevěnými fortifikačními prvky.
V 18. století vybudována tehdy moderní turecká pevnost. Impulzem pro přestavbu a rozšíření do současného půdorysu představovala především ztráta Bělehradu, který Rakousko dobylo roku 1717. V letech 1719 až 1723 byly postaveny 3 m silné hradby, vysoké 8 m a dlouhé 2100 m. O transformaci pevnosti do současné podoby rozhodl sultán svým nařízením (fermanem) dne 19. února 1719. Stavební práce byly zahájeny již na jaře a zapojeno bylo několik desítek tisíc spachiů z deseti sandžaků Rumélie. Poslední rok výstavby navštívilo místo 40 mistrovských kameníků z Istanbulu. Zdi zdilo 400 zedníků. Po zakončení stavebních prací následovaly oslavy a umístění desky na Istanbulské bráně (srbsky Stambol kapija), která zde stojí dodnes. Stalo se tak v červnu 1723. 
Do roku 1878 se uvnitř pevnosti nacházely dvě části (machaly): císařská – menší, z východní strany, vpravo od Istanbulské brány, kde se nacházelo velitelství turecké posádky a která byla obecně určená pro tehdejší politické představitele, např. při návštěvách apod. a malá, jako vnitřní část, která fungovala jako samostatné město. Stály zde tři z celkem třinácti mešit, které tehdy v Niši existovaly. Součástí pevnosti byla i hodinová věž (srbsky Sahat kula), která se do dnešních dní nedochovala. Po svém stažení Turci odvezli zpět do zmenšené říše všechny záznamy o pevnosti, díky čemuž se ví velmi málo o její podobě v 19. století.
Během první světové války, kdy byla tato část země okupována Bulharskem, se tu nacházelo vězení. V meziválečném období pevnost využívala armáda Království Jugoslávie.
Od roku 1948 se jedná o kulturní památku, která je chráněna zákonem na základě rozhodnutí Republikového ústavu pro ochranu kulturních památek na základě rozhodnutí č. 671/48 ze dne 6. května. Teprve tehdy objekt opustilo vojsko. V roce 1979 stvrdil tento status nišské pevnosti i srbský parlament, který ji přiřadil statut kulturní památky velkého významu (srbsky Spomenik kulture velikog značaja). Rozšířen byl také předmět ochrany, a to i na nedaleké okolí. Po druhé světové válce, kdy vojsko zbořilo své objekty v pevnosti, zde vznikl park a byly tu vysázeny stromy.
Roku 1959 přibyl amfiteátr pod širým nebem. Od roku 1966 objekt hostí filmový festival.
V blízkosti pevnosti se dříve nacházela tržnice. Po jejím odstranění byl prostor v blízkosti hradeb nějakou dobu využíván jako parkoviště autobusů. Výhledově by mělo být toto zrušeno a přestavěno na park.
V roce 2024 probíhala nákladem jednoho milionu eur rekonstrukce prostorů v kasematech, které po dokončení obnovy mají sloužit jako ateliéry. Prostředky na rekonstrukci poskytla Evropská unie. Objekt v této době do jisté míry chátral. Výhledově má prostor patřit pro umělce obdobně, jako je tomu např. v případě Petrovaradínské pevnosti.

## Turistika a návštěvníci
V současné době patří nišská pevnost k hlavním turistickým atrakcím města; patří k nejlépe dochovaným opevněným objektům z dob existence Osmanské říše na srbském území. V pevnosti se nachází výstava středověkých zbraní, včetně katapultu.

## Objekty pevnosti

### Stavby
Do současné doby se dochovalo několik původních objektů:
- Při Istanbulské bráně stojí turecké lázně (hamam) z 15. století (1498[16]), nejstarší památka v Niši z doby turecké nadvlády a jedna z nejstarších vůbec těchto staveb na Balkánském poloostrově.
- Prachárna z let 1720 až 1723
- Turecká zbrojnice nebo též arsenál (naproti lázním) z roku 1853, dnes je zde galerie a obchod.
- Pozůstatky římských, resp. byzantských lázní.
- Bali-begova mešita (srbsky Bali-begova džamija), jedna ze dvou dochovaných mešit ve městě. Postavena byla v letech 1521 až 1523, vznikla z kamene a cihel s arkádovým předsálím v duchu tehdejší osmanské architektury. Její minaret se nedochoval. Dnes slouží jako galerie.[7]
- lapidárium, kde jsou umístěné římské náhrobky a náhrobní desky z 1.[5] až 6. století našeho letopočtu, které byly v pevnosti vykopány. Lapidárium bylo otevřeno v letech 1979 až 1980. Postaveno bylo na místě někdejší mešity Hunker.[5]
- Historický archiv Niš, který sídlí v budově z roku 1890, kde původně stál Kartografický institut srbské armády.
- Meteorologická stanice z roku 1889
- Památník knížete Milana Obrenoviće, osvoboditele Niše
- Krypta z roku 1931, která byla věnována obětem první světové války.[17]
- Pod pevností se nachází katakomby a chodby, které byly v průběhu staletí postupně ničeny a zasypávány.[18]

### Brány
Pevnost měla pět brány bělehradskou (na severu, srbsky Beogradska kapija), stambolskou (na jihu, dnes hlavní brána pevnosti, srbsky Stambol kapija), jagodinskou (na západě, srbsky Jagodinska kapija) a vidinskou (na východě). Pátá brána směřovala k řece Nišavě a jmenovala se proto Vodní brána (srbsky Vodena kapija).

### Bastiony a zdi
Pevnost má celkem osm bastionů.
Zdi pevnosti mají délku 2,1 km, jsou 8 m vysoké a 3 m tlusté. Kámen, ze kterého byla pevnost postavená, byl přivezen z nedalekého kamenolomu a na místě opracován. Obklopoval ji rozsáhlý přístav.

## Cesty a silnice
Hlavní silnice uvnitř pevnosti tvoří asfaltové cesty. Mají na některých místech šířku odpovídající městským ulicím. Další komunikace mají podobu žulových kostek nebo tradiční osmanské dlažby (z oblázků). Vstupný prostor a prostor otevřeného amfiteátru jsou vydlážděné kemenem. Z kamene jsou také chodníčky po hradbách, které lidé navštěvují. Centrální prostor umožňuje ekfetivní zásah např. hasičů nebo záchranné služby v případě živelné kastastrofy.

## Fauna a flóra
Nišská pevnost spadá mezi největší čtyři městské parky. Dnes představuje pevnost ve městě zelenou oázu. Stromy zde vznikly, jak již bylo zmíněno, po druhé světové válce, kdy pevnost získala současnou parkovou úpravu. Vysázeny byly hlavně listnaté stromy, ale stojí zde i pár jehličnatých.
Okolo hlavních asfaltovaných cest jsou vysázeny květiny. Údržba trávníku je omezená a soustředí se hlavně na občasné sekání. V 21. století byly některé nemocné stromy skáceny a nahrazeny novými. 
Pevnost představuje útočiště rovněž pro nemalé množství druhů zvířat. Vyskytuje se zde 24 druhů ptáků, jedinou podobnou oázou přírody v Niši samotné je ještě park Bubanj, ten je ale umístěn dále od středu města. 